# Фрэнсис, Себастьян
Себастьян Фрэнсис (англ. Sebastian Francis; род. 11 ноября 1951, Джохор-Бару, Джохор, Малайзия) — малайзийский кардинал. Епископ Пинанга с 7 июля 2012. Кардинал-священник с титулом церкви Санта-Мария-Кауза-Нострэ-Лэтитэ с 30 сентября 2023.